# راشد حسن
راشد حسن (مواليد 17 نوفمبر 1991، لاعب كرة قدم إماراتي يجيد اللعب في الجناح في نادي فليتوود يونايتد.

## مسيرة اللاعب
كان يلعب مع نادي الشباب وبعد دمج أندية الأهلي و نادي الشباب ونادي دبي تحت مسمى نادي شباب الأهلي تم ضمه إلى نادي شباب الأهلي و لعب بعدها مع نادي خورفكان ونادي عجمان ونادي الذيد ونادي جلف يونايتد ونادي فليتوود يونايتد.

## روابط خارجية
- راشد حسن على موقع قاعدة بيانات كرة القدم.إي يو (الإنجليزية)
- راشد حسن على موقع Soccerway.com (الإنجليزية)